# Golpe de Estado na Argentina em 1930
O Golpe de Estado na Argentina em 1930, também conhecido como a Revolução de Setembro por partidários dele, envolveu a derrubada do governo argentino de Hipólito Yrigoyen por forças leais ao general José Félix Uriburu. O golpe ocorreu em 6 de setembro de 1930, quando Uriburu conduziu consigo um pequeno destacamento de tropas leais na capital, enfrentando nenhuma oposição substancial e assumindo o controle da Casa Rosada. Grandes multidões formaram-se em Buenos Aires para apoiar o golpe. As forças de Uriburu tomaram o controle da capital e prenderam simpatizantes da União Cívica Radical. Não houve vítimas no golpe .
O Golpe de Uriburu foi apoiado pelos Nacionalistas. O próprio Uriburu fazia parte da Nacionalista Liga Patriótica Argentina e teve o apoio de um certo número de oficiais militares Nacionalistas. Os planos Nacionalistas para tal golpe vinha desenvolvendo-se desde 1927, quando o político Juan Carulla se aproximou de Uriburu para obter o apoio de um golpe com o objetivo de  consolidar uma versão argentina da Carta do Trabalho da Itália fascista. Com o início da Grande Depressão em 1929, que teve impacto na Argentina, Yrigoyen perdeu apoio político quando ele demitiu os servidores públicos, que resultou na aceleração do desemprego.
Na sequência do golpe de Estado, grandes mudanças na política e governo argentino ocorreram, com a proibição de Uriburu dos partidos políticos, a suspensão das eleições, e a suspensão da Constituição de 1853. Uriburu propôs que a Argentina fosse reorganizada de forma corporativista e com linhas fascistas .
O futuro presidente argentino Juan Perón participou do golpe ao lado de Uriburu .